# Comberanche-et-Épeluche
Comberanche-et-Épeluche is een gemeente in het Franse departement Dordogne (regio Nouvelle-Aquitaine) en telt 120 inwoners (1999). De plaats maakt deel uit van het arrondissement Périgueux.

## Geografie
De oppervlakte van Comberanche-et-Épeluche bedraagt 3,9 km², de bevolkingsdichtheid is 30,8 inwoners per km².
De onderstaande kaart toont de ligging van Comberanche-et-Épeluche met de belangrijkste infrastructuur en aangrenzende gemeenten.

## Demografie
Onderstaande figuur toont het verloop van het inwonertal (bron: INSEE-tellingen).